# Pierre Bézier
Pierre Étienne Bézier (Paris, 1 de setembro de 1910 — 25 de novembro de 1999) foi um engenheiro francês, criador da curva de Bézier.
Foi um dos fundadores do campo de modelagem sólida, geométrica e física, assim como do campo de curvas representativas, especialmente em sistemas CAD/CAM. Trabalhando como engenheiro na Renault, distinguiu-se como lider na aplicação da matemática e de ferramentas computacionais na transformação do projeto e manufatura em projeto auxiliado por computador e modelagem tridimensional.

## Curva de Bézier

A curva com o nome de Pierre Bézier

Bézier popularizou, mas na verdade não criou a curva de Bézier  - usando essas curvas para projetar carrocerias de automóveis. As curvas foram desenvolvidas pela primeira vez em 1959 por Paul de Casteljau usando o algoritmo de Casteljau, um método numericamente estável para avaliar as curvas de Bézier. As curvas permanecem amplamente utilizadas em computação gráfica para modelar curvas suaves.
Bézier desenvolveu a notação, que consiste em nós com alças de controle anexadas, com as quais as curvas são representadas em um software de computador. As alças de controle definem a forma da curva em ambos os lados do nó comum e podem ser manipuladas pelo usuário por meio do software.

As curvas de Bézier foram adotadas como a curva padrão da linguagem PostScript e, posteriormente, foram adotadas por programas vetoriais como Adobe Illustrator, CorelDRAW e Inkscape. A maioria das fontes de contorno, incluindo TrueType e PostScript Type 1, são definidas com curvas de Bézier